# Rimkus
Rimkus ist ein litauischer männlicher Familienname. Andere Formen des Namens sind Rimkaus, Rimkui, Rimku, Rimkumi, Rimkuje und Rimkau.

## Namensträger
- Andreas Rimkus (Künstler) (* 1962), deutscher Metallgestalter und Bildhauer
- Andreas Rimkus (Politiker) (* 1962), deutscher Politiker (SPD)
- Claudia Rimkus (* 1956), deutsche Autorin
- Edith Rimkus-Beseler (1926–2016), deutsche Fotografin
- Edward Rimkus (1913–1999), US-amerikanischer Bobfahrer
- Günter Rimkus (1928–2015), deutscher Dramaturg, Opernintendant und Publizist
- Hanna Rimkus (* um 1930), deutsche Tänzerin und Schauspielerin
- Juozas Rimkus (* 1960), litauischer Politiker, Mitglied des Seimas
- Kęstutis Rimkus (* 1953), litauischer Politiker, Mitglied des Seimas
- Vīts Rimkus (* 1973), lettischer Fußballspieler